# 科西阿斯科 (密西西比州)
科西阿斯科（英語：Kosciusko）是一個位於美國密西西比州阿塔拉縣的城市。根據2010年美國人口普查，該地共人口7402人，而該地的面積約為19.60平方千米。同時該地也是阿塔拉縣的縣治。

## 地理
科西阿斯科的座標為33°03′29″N 89°35′18″W / 33.05806°N 89.58833°W，而該地的平均海拔高度為146米（即479英尺）。